# Bitwa o Manilę (1945)

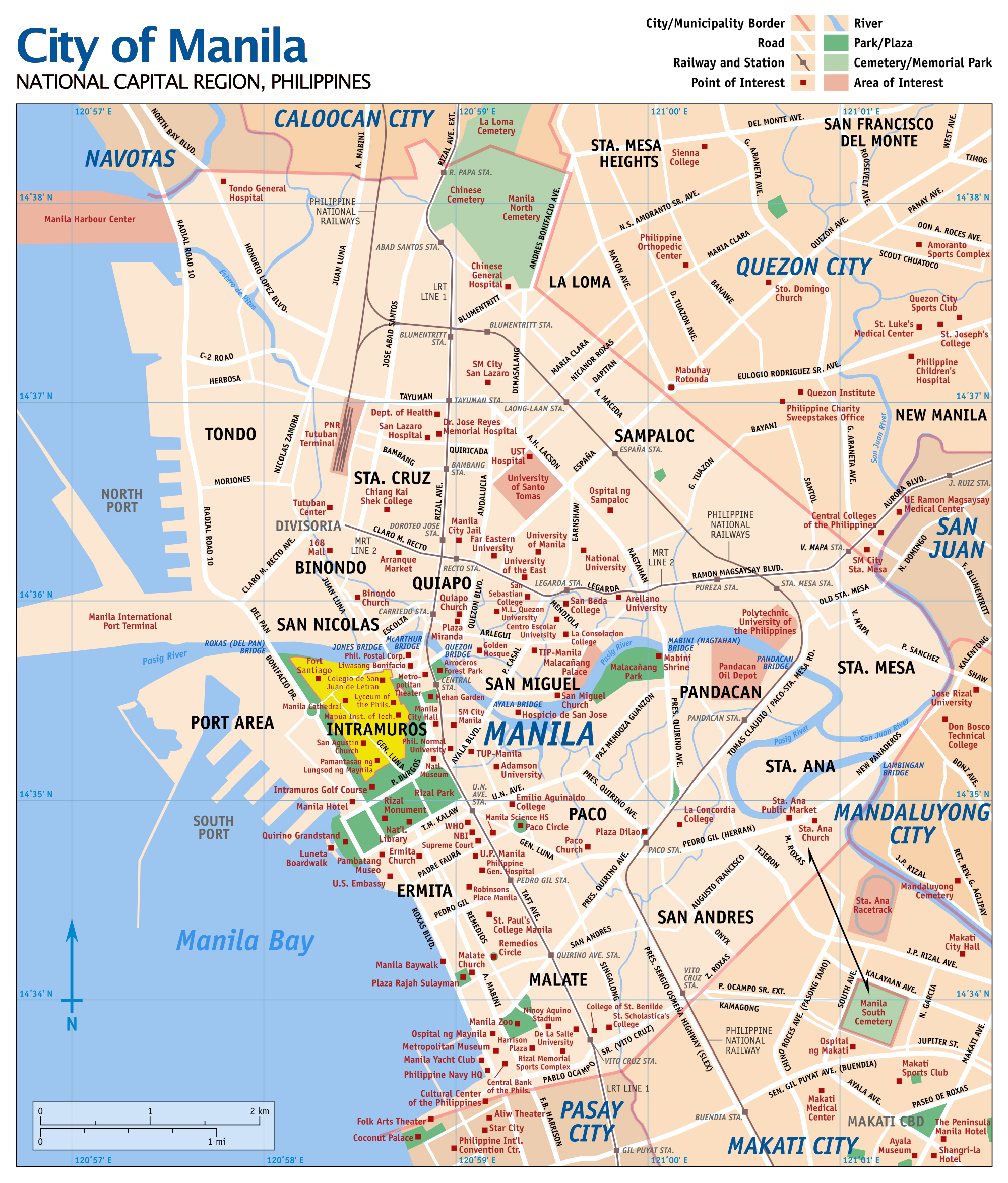
Plan Manili z roku 2012 zamieszczony dla łatwiejszej lokalizacji miejsc walk w roku 1945

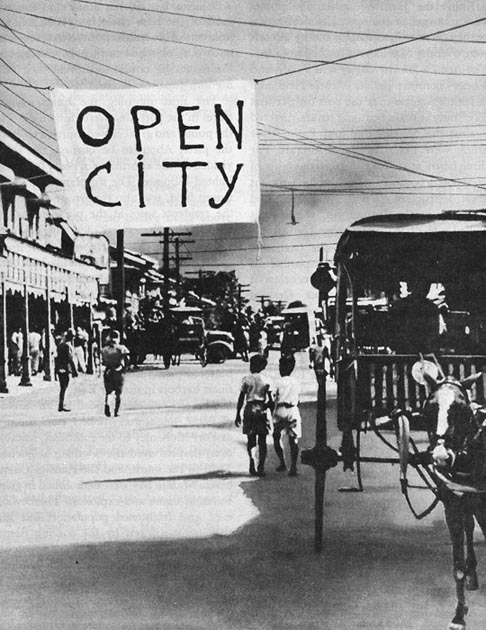
Miasto otwarte: Manila w dniu wkroczenia wojsk japońskich, 2 stycznia 1942 roku

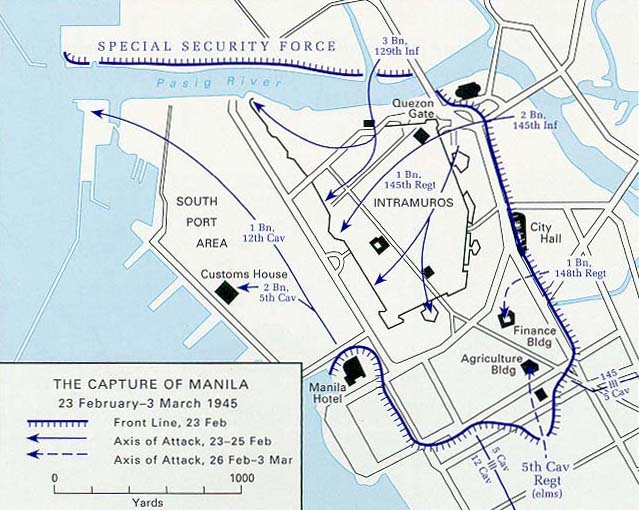
Intramuros w lutym 1945 roku; kierunki natarć US Army

Bitwa o Manilę (tag. Laban ng Maynila, ang. Liberation of Manila) – trwający od 3 lutego do 3 marca 1945 roku bój, w czasie II wojny światowej na Pacyfiku, który miał na celu wyzwolenie okupowanej przez Japończyków stolicy Filipin, Manili. Była to decydująca – choć nie ostatnia – faza kampanii filipińskiej. Trwające 29 dni zmagania, które spowodowały ogromne straty wśród ludności cywilnej i doprowadziły do całkowitego zniszczenia wielu dzielnic, zakończyły niemal trzyletnią japońską okupację miasta.

## Tło wydarzeń
Japończycy, dążący do opanowania bogatych w ropę i kauczuk Holenderskich Indii Wschodnich i związanego z tym zabezpieczenia własnych szlaków żeglugowych na Morzu Południowochińskim, postanowili zająć bronione przez Filipińczyków i Amerykanów Filipiny. Lądowanie wojsk cesarskich nastąpiło 10 grudnia (Luzon) i 20 grudnia 1941 roku (Mindanao), a po pięciu miesiącach zaciętych walk 15 maja 1942 roku skapitulował ostatni punkt oporu. Już 26 grudnia Manila została ogłoszona „miastem otwartym”. Tekst proklamacji opublikowały wszystkie gazety filipińskie, a stacje radiowe powtarzały komunikat przez całą dobę, co radio tokijskie potwierdziło tego samego dnia. W nocy zaprzestano zaciemniania stolicy, a 2 stycznia pierwsze oddziały japońskie wkroczyły do miasta.
Rozpoczęta wówczas japońska okupacja Filipin poważnie nadszarpnęła gospodarkę kraju i zantagonizowała społeczeństwo, które – jak głosili okupanci – miało zostać „wyzwolone z rąk amerykańskich imperialistów”. Nastąpił kres wymiany handlowej z zagranicą, wiele pól trzciny cukrowej oddano odgórnym nakazem pod uprawy bardziej Japończykom potrzebnej bawełny. Wraz z obniżaniem się standardów życia codziennego rosło niezadowolenie mieszkańców, którzy coraz dotkliwiej odczuwali arogancję i ignorancję nieznających miejscowych obyczajów przybyszów oraz wszechobecność tajnej policji. Z biegiem czasu marionetkowy rząd tracił poparcie, zyskiwała je natomiast Komunistyczna Partia Filipin i jej zbrojne ramię Hukbalahap.
Wraz z niezadowoleniem rósł czynny opór; wielu Filipińczyków wstępowało do partyzantki, która w szczytowym okresie liczyła 270 000 członków, a w latach 1944–1945 cieszyła się poparciem ogromnej większości społeczeństwa. Mniejsze garnizony japońskie były izolowane, pozbawiane łączności i zaopatrzenia. Okupant odpowiadał na to zwiększoną kontrolą i terrorem, co tylko potęgowało nienawiść ludności. Gdy zaczęła się amerykańska kontrofensywa, ludność chętnie współpracowała, udzielając Amerykanom wszelkiej pomocy, a zwłaszcza danych wywiadowczych.
6 stycznia 1945 roku 6 Armia, dowodzona przez gen. Waltera Kruegera, po zakończonych zwycięsko walkach o Leyte, dokonała lądowania w Zatoce Lingayen na Luzonie, przełamując po jedenastu dniach opór nieprzyjaciela. I Korpus opanował skrzyżowanie dróg nr 3 i 11, zajmując dogodne pozycje do ataku na San Jose, XIV Korpus spychał Grupę Kembu z rejonu nadmorskiego w niedostępne góry, gdzie żołnierze japońscy – dziesiątkowani przez głód i choroby – mieli się utrzymać do końca wojny. Armia amerykańska zabezpieczyła swe skrzydła i tyły (od wschodu i północy), co pozwoliło gen. Kruegerowi zająć się przygotowaniem planu natarcia, którego celem miała być Zatoka Manilska i samo miasto. W tym celu 26 stycznia kazał gen. Oscarowi Griswoldowi, dowódcy XIV Korpusu, posunąć się na linię rzeki Pampanga na południu, około 40 km od Manili. Miejscem szczególnie ważnym podczas tej operacji były dwa mosty (drogowy i kolejowy) w Calumpit, ale okazało się, że zostały wysadzone. Partyzanci informowali o braku sił japońskich. MacArthur, który osobiście wizytował maszerujące na Calumpit oddziały, był początkowo niezadowolony z postępów natarcia. Oskarżył 37 Dywizję Piechoty o „wyraźny brak energii i ducha zaczepnego”. Ostatecznie po zabezpieczeniu przeprawy drogowej przez Pampangę XIV Korpus ruszył dalej, do odległego o 10 km Malolos, ale tu zatrzymał się, czekając na 1 Dywizję Kawalerii, która 1 lutego ruszyła na południe z Cabanatuan z zamiarem oskrzydlenia Manili. Dowódca 1 Dywizji Kawalerii gen. Verne Mudge, otrzymał bezpośrednio od MacArthura rozkaz treści następującej: „Idźcie do Manili… Uwolnijcie więźniów w Santo Tomas. Bierzcie Pałac Malacañan i gmach parlamentu”. Mudge sformował w ramach swojej dywizji dwie lotne kolumny, które błyskawicznym rajdem miały opanować najważniejsze przeprawy i wtargnąć do filipińskiej stolicy.
Tymczasem 31 stycznia 1945 roku, trzy tygodnie po lądowaniu pod Lingayen, dwa pułki 11 Dywizji Powietrznodesantowej gen. Josepha Swinga, będące częścią 8 Armii gen. Roberta Eichelbergera, wylądowały pod Nasugbu w południowej części Luzonu. Oddziały te, nie napotykając oporu ze strony przeciwnika, również ruszyły na Manilę. Tu także, jak na północy, opierając się na informacjach pozyskanych od partyzantki filipińskiej, wojska amerykańskie z łatwością odnajdywały nietknięte mosty lub dogodne brody na trasie przemarszu. Najpoważniejszą przeszkodą na tym odcinku miało być 8,5-tysięczne japońskie zgrupowanie Fuji, które według wywiadu blokowało drogę nr 17 na przełęczy w paśmie łagodnych wzgórz pod Tagaytay. Japończycy nie wysadzili jednak w porę mostu na rzece Palico, co pozwoliło 188 Pułkowi Piechoty i 2. batalionowi 187 Pułku Piechoty szybko pokonać 6-kilometrowy odcinek drogi. By wesprzeć działanie tych oddziałów na wzgórza zrzucono dodatkowo 1750 ludzi z 511 Pułku Piechoty Spadochronowej. Nieprzyjaciel nie stawiał oporu, dzięki czemu spadochroniarze, których jedynie 425 wylądowało w wyznaczonym sektorze, a reszta znalazła się nawet 8 km poza celem, nie ponieśli strat. Znacznie później okazało się, że rozpoznanie było błędne: wzgórz nikt nie bronił, a zrzut 511 Pułku Piechoty Spadochronowej nie był konieczny. Niemniej jednak przyspieszyło to znacznie marsz na północ 8 Armii, która dotarła do przedmieść Manili 4 lutego wieczorem.
Głównodowodzący sił japońskich na Filipinach – generał Tomoyuki Yamashita – wycofał oddziały obronne na przedmieścia Manili w odpowiedzi na zbliżanie się wojsk amerykańskich do miasta jednocześnie z dwóch stron. Yamashita już wcześniej przerzucił główne siły 13 Armii do Baguio, zamierzając zatrzymać wojska nieprzyjacielskie na północy Luzonu, aby odwlec inwazję na Wyspy Japońskie. W roku 1941 gen. MacArthur ogłosił Manilę – przed wkroczeniem Armii Cesarskiej – „miastem otwartym”. Yamashita nie uczynił tego wprawdzie w 1945, ale nie miał zamiaru bronić miasta, ponieważ był przekonany, że nie da się wyżywić 800-tysięcznej metropolii i obronić setek hektarów jej drewnianej, łatwopalnej zabudowy. Z wyprzedzeniem dał rozkaz dowódcy Grupy Shimbu, gen. Shizuo Yokoyamie, by ewakuował miasto, niszcząc za sobą urządzenia portowe, mosty i inne ważne instalacje, nim na rogatkach zjawią się pierwsze większe jednostki Amerykanów.
Innego zdania był, nie podlegający Yamashicie, kontradmirał Sanji Iwabuchi, pewien, że zdoła utrzymać miasto, nawet jeśli będzie zmuszony walczyć do śmierci. Nim otrzymał awans na admirała, Iwabuchi dowodził pancernikiem „Kirishima”, który w roku 1942 został zatopiony w bitwie pod Guadalcanalem. Poczuwając się do winy za utracony okręt, szukał drogi naprawienia błędów i oczyszczenia. Być może był to główny powód, dla którego ściągnął do miasta podległe mu Morskie Siły Obrony Manili, złożone z członków załóg różnych zatopionych okrętów, m.in. pancernika „Musashi”. Gen. Yokoyama w tej sytuacji uznał, że skoro marynarka ma zamiar walczyć, honor wymaga, by jego trzy bataliony wojsk lądowych, tzw. Oddział Noguchiego, zostały również.
Japończycy doskonale orientowali się w możliwościach obronnych metropolii, zwłaszcza zabytkowej dzielnicy Intramuros („Miasta wewnątrz Murów”) i gmachów rządowych. Po wysadzeniu w powietrze i spaleniu wszystkiego, co mogło być przydatne podczas ataku nieprzyjaciela, Iwabuchi kazał położyć pola minowe i przygotować zapory, na które składały się zasieki z drutu kolczastego, barykady z poprzewracanych samochodów, maszyn fabrycznych i wagonów tramwajowych. W oczekiwaniu na amerykańskie uderzenie powiedział swoim żołnierzom:

Jesteśmy szczęśliwi i wdzięczni za możność obrony naszej ojczyzny w nadchodzącej wielkiej bitwie. Teraz, z całą siłą jaką posiadamy, zdecydowanie przeciwstawimy się nieprzyjacielowi. Jesteśmy gotowi walczyć do ostatniego. Niech żyje Cesarz!

## Oswobodzenie więźniów

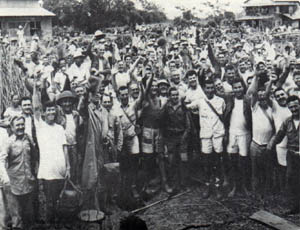
Jeńcy wyzwoleni 31 stycznia w Cabantuan; ci żołnierze walczyli na półwyspie Bataan

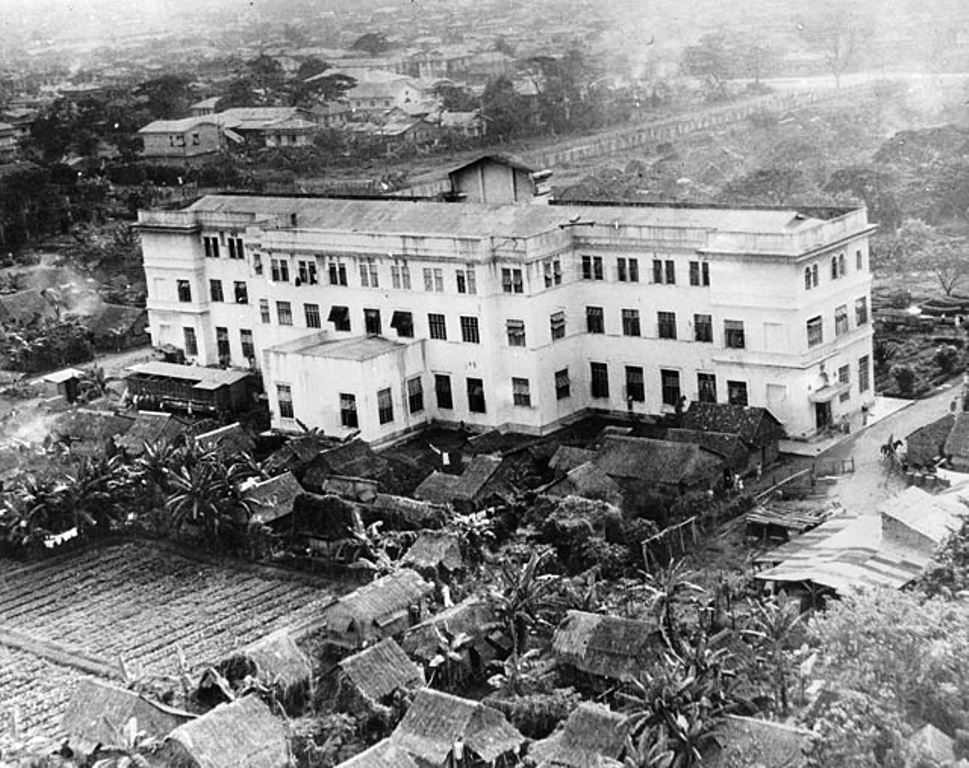
Obóz internowanych St. Tomas przed wyzwoleniem; widoczne szałasy i poletka więzionych

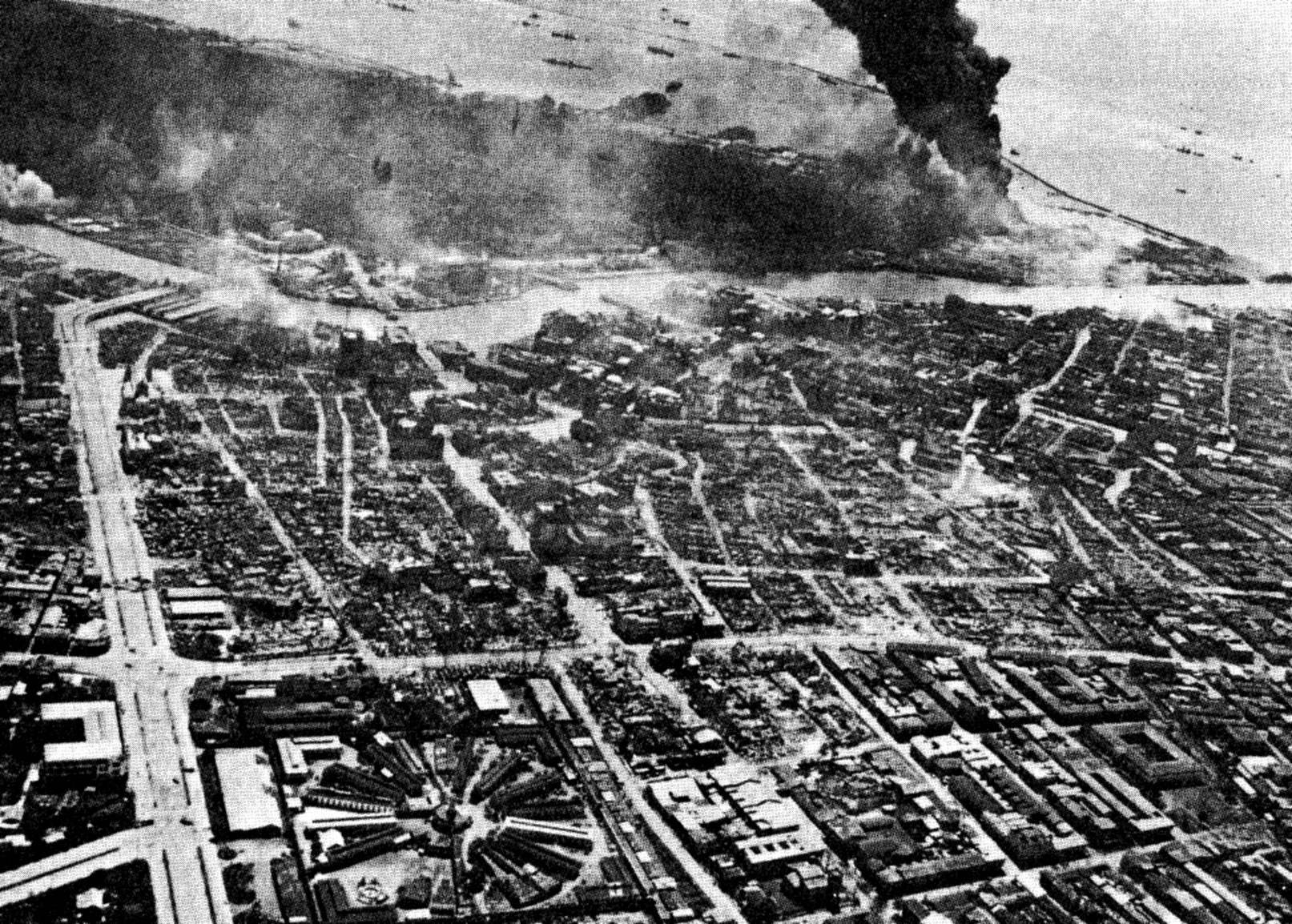
Manila 10 lutego 1945; więzienie Bilibid po lewej z dołu, bulwar Quezon z barykadą po lewej

W roku 1942, po zakończeniu bitwy o Bataan dziesiątki tysięcy wziętych do niewoli żołnierzy amerykańskich zostało, po przebyciu drogi, którą nazwano „marszem śmierci”, rozmieszczonych w licznych obozach jenieckich, z czego pięciuset znajdowało się w roku 1945 w obozie w Cabantuan. Poddani brutalnemu traktowaniu, wyniszczani przez choroby i głód jeńcy obawiali się, że wraz z rozpoczęciem kampanii filipińskiej MacArthura zostaną przez Japończyków wymordowani. W tej sytuacji w ostatnich dniach stycznia dowództwo 6 Armii postanowiło wyzwolić obóz, wysyłając w tym celu na tyły wroga około 100-osobowe zgrupowanie rangersów i Alamo Scouts z przydanymi kilkoma partyzantami filipińskimi jako przewodnikami. Po 48-kilometrowym nocnym rajdzie oddział, którego marsz maskowały dodatkowo dywersyjne działania myśliwców nocnych Black Widow, całkowicie zaskoczył siły japońskie. Setki Japończyków zabito w 30-minutowym starciu, przy czym straty Amerykanów były minimalne. Rangersi oswobodzili jeńców i odprowadzili ich do czołowych jednostek 6 Armii.
Tymczasem 3 lutego pododdziały 1 Dywizji Kawalerii wdarły się na północne przedmieścia Manili, zajmując most na rzece Tullahan, która oddzielała je od właściwego miasta. Szwadron 8 Pułku Kawalerii gen. Williama Chase’a posuwał się w stronę rozległego kampusu Uniwersytetu Św. Tomasza (Santo Tomas), którego budynek gospodarczy (dawny szpital) zamieniony został przez okupantów w obóz dla internowanych osób cywilnych. W ciągu trzydziestu siedmiu miesięcy z ponad sześciu tysięcy więźniów 466 zmarło, trzy osoby zostały zabite przy próbie ucieczki 15 lutego 1942 roku, a jednej taka ucieczka udała się na początku stycznia 1945.
O godz. 19.30 czołowy jeep kolumny staranował bramę obozu, co spowodowało wybuch strzelaniny, a równocześnie mur kampusu sforsował czołg z 44. batalionu pancernego, zaś grupa żołnierzy weszła na teren od strony Calle España. Amerykanie i Filipińczycy, po krótkiej wymianie ognia, oswobodzili większość internowanych. Jednak komendant obozu, ppłk. Toshio Hayashi, zabarykadował się wraz z grupą żołnierzy i 275 internowanymi – kobietami i dziećmi wziętymi w charakterze zakładników – w jednym z budynków i zaczął się ostrzeliwać. Następnego dnia, po żmudnych negocjacjach, zwolnił zakładników w zamian za wolne przejście do miasta. 5 lutego rano 47 Japończyków opuściło, zgodnie z umową, teren uniwersytetu. Nie zdawali sobie sprawy, że miejsce, do którego się udawali, znajdowało się obok zajętego już przez Amerykanów Pałacu Malacañan. Wywiązała się strzelanina, podczas której kilku z nich (w tym Hayashi) poległo, a reszta wróciła na teren uniwersytetu i oddała się do niewoli. Tego samego dnia patrole z 37 Dywizji Piechoty (dowódca gen. Robert Beightler) oswobodziły 1330 jeńców, w większości obrońców Bataanu i Corregidoru z 1942 roku, przetrzymywanych w więzieniu Bilibid; japońscy strażnicy uciekli.
Jak napisał jeden z internowanych, publicysta i dziennikarz amerykański Abraham Van Heyningen Hartendorp (bardziej znany jako A.V.H. Hartendorp), wyzwolonych zostało 5785 osób: 2920 Filipińczyków, 1870 Amerykanów, 745 Brytyjczyków, 85 Australijczyków, 61 Kanadyjczyków, 50 Holendrów, 40 Polaków, 7 Francuzów, 2 Egipcjan, 2 Hiszpanów, jeden Szwajcar, jeden Niemiec i jeden Słowak.
14 lutego na lotnisku Hickam Field na Oʻahu (Hawaje) gen. Robert C. Richardson uroczyście powitał wracające z internowania w kampusie uniwersyteckim Santo Tomas pięćdziesiąt cztery pielęgniarki US Army, powszechnie znane w Stanach Zjednoczonych jako Anioły Bataanu.

## Bitwa o miasto
Mimo że 3 lutego oddziały XIV Korpusu znajdowały się już pod miastem, w żadnym z dowództw amerykańskich, od GHQ SWPA (kwatery głównej MacArthura) poczynając, nie istniał żaden plan operacji w granicach metropolii. Generalnie wyrażano nadzieję, że Manila zostanie wyzwolona szybko i bez większych szkód czy strat. Przeciwnego zdania był jedynie gen. Krueger, ale jego obawy miały potwierdzić się dopiero w trakcie zmagań.
Podczas gdy ludzie Iwabuchiego rozbudowywali umocnienia i przygotowywali zdemontowaną ze statków i okrętów szybkostrzelną broń, gen. MacArthur pojawił się 4 lutego rano na przedmieściach i ogłosił, że stolica prawie została wzięta, a jego sztab planuje już paradę zwycięstwa na wzór tej na Champs Élysées. Dowódcy frontowi byli zdziwieni:

MacArthur ma nadzieję, że zdobędzie to piękne miasto nietknięte. Nie widzi nocnego nieba czerwonego od pożarów wzniecanych przez Japończyków systematycznie plądrujących Manilę. Nie zauważa jak narasta ostrzał nieprzyjacielski; dla mnie jest jasne, że Japończycy będą trzymać dzielnice na południe od rzeki Pasig tak długo, aż wszyscy będą martwi.

Tymczasem bitwa o miasto jeszcze się na dobre nie zaczęła. Do 3 lutego Amerykanie wciąż byli na dalekich przedmieściach, gdzie ze zdziwieniem i niedowierzaniem przyjmowali relacje uciekinierów z płonących dzielnic.

### Zbrodnie japońskie
Od 2 lutego do czołowych oddziałów 1 Dywizji Kawalerii na północy i 11 Dywizji Powietrznodesantowej na południu zaczęły docierać tysiące uchodźców, a wraz z nimi doniesienia o japońskich zbrodniach. Okazało się, że zgodnie z rozkazem Iwabuchiego każdy cywil napotkany w strefie wojennej (a taką strefą było jego zdaniem całe miasto) miał być traktowany jak partyzant i zabijany. Japończycy podpalali całe kwartały miasta, a uciekającą w panice ludność masakrowali przy użyciu broni maszynowej. Tysiące mężczyzn, kobiet i dzieci zamordowano przy użyciu samurajskich mieczy, bagnetów i bambusowych kijów. Nierzadko żołnierze spędzali także filipińskich cywilów do budynków, schronów lub piwnic, a następnie mordowali ich przy użyciu granatów lub palili żywcem. Między innymi ponad setka mieszkańców została zagnana na teren składów drewna między ulicami Moriones i Juan Luna, gdzie wymordowano ich przy pomocy bagnetów. Żołnierze Iwabuchiego nie uznawali żadnych norm etycznych; dokonywali masakr w szkołach, szpitalach, klasztorach.
Masakrze towarzyszyły masowe gwałty na kobietach; ich ofiarą padały nawet zakonnice i małoletnie dziewczynki. Ponad dwa tysiące mężczyzn, kobiet i dzieci żołnierze zgromadzili na Plaza Ferguson. Najpierw oddzielili dziewczęta, które zabrali do Pot Café lub do Bay View Hotel, gdzie mieli swoje domy publiczne. Jedna z dziewcząt zeznała:

Zabrali z pokoju moje dwie nastoletnie siostry, Priscillę i Evangelinę. Czekałyśmy długo, aż wróciła zapłakana młodsza. Zapytałam „Gdzie jest Pris?”, a ona powiedziała „Oni robią to z nią, Esther!” Teraz wszystkie w pokoju wiedziałyśmy co z nami będzie. Gdy Priscilla wróciła powiedziała z płaczem „Oni mi coś zrobili, coś strasznego... chcę umrzeć. Ja chcę umrzeć!” Japoński żołdak pozbawił ją dziewictwa przy pomocy noża...

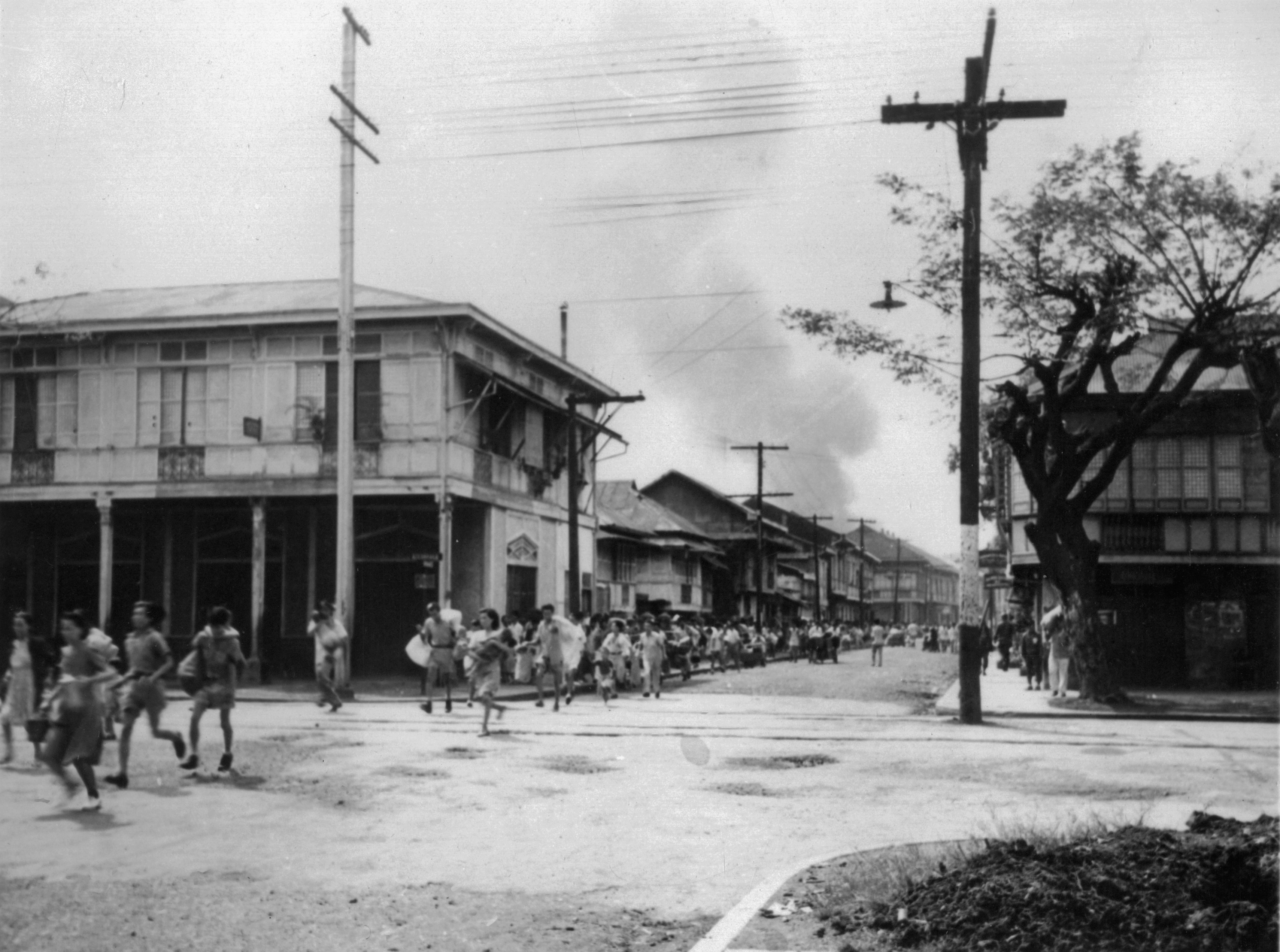
Mieszkańcy północnych dzielnic Manili uciekają przed pożarami wzniecanymi przez wroga

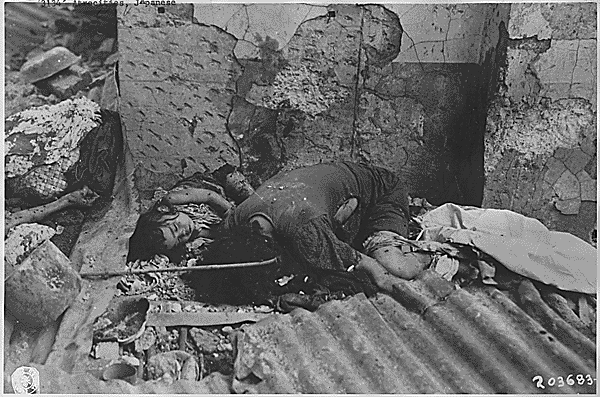
Filipińskie dzieci zabite przez Japończyków

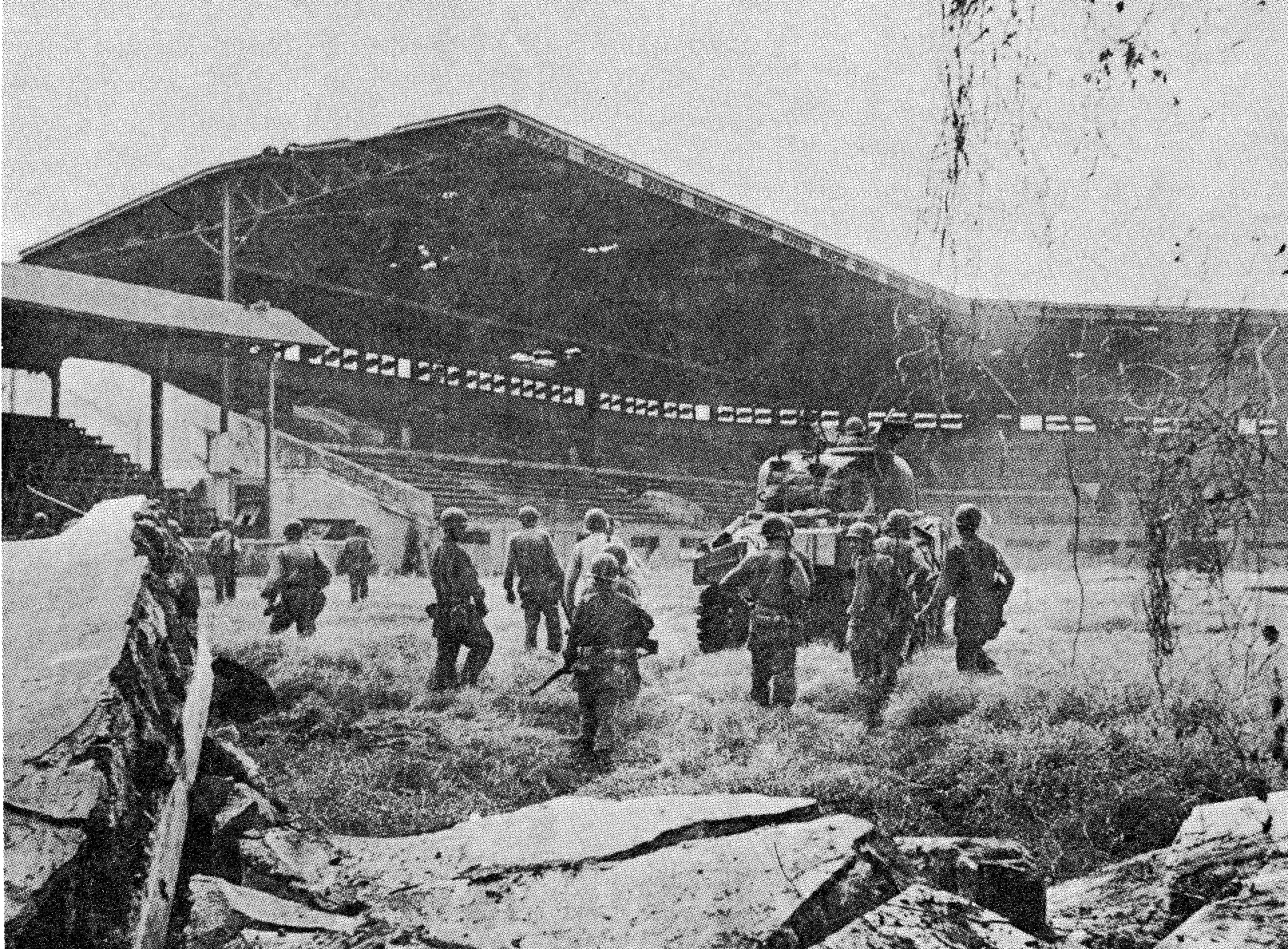
Zajęcie stadionu baseballowego Rizal w czasie walk; Japończycy kryją się pod trybunami

Zniszczony podczas walk budynek legislatury

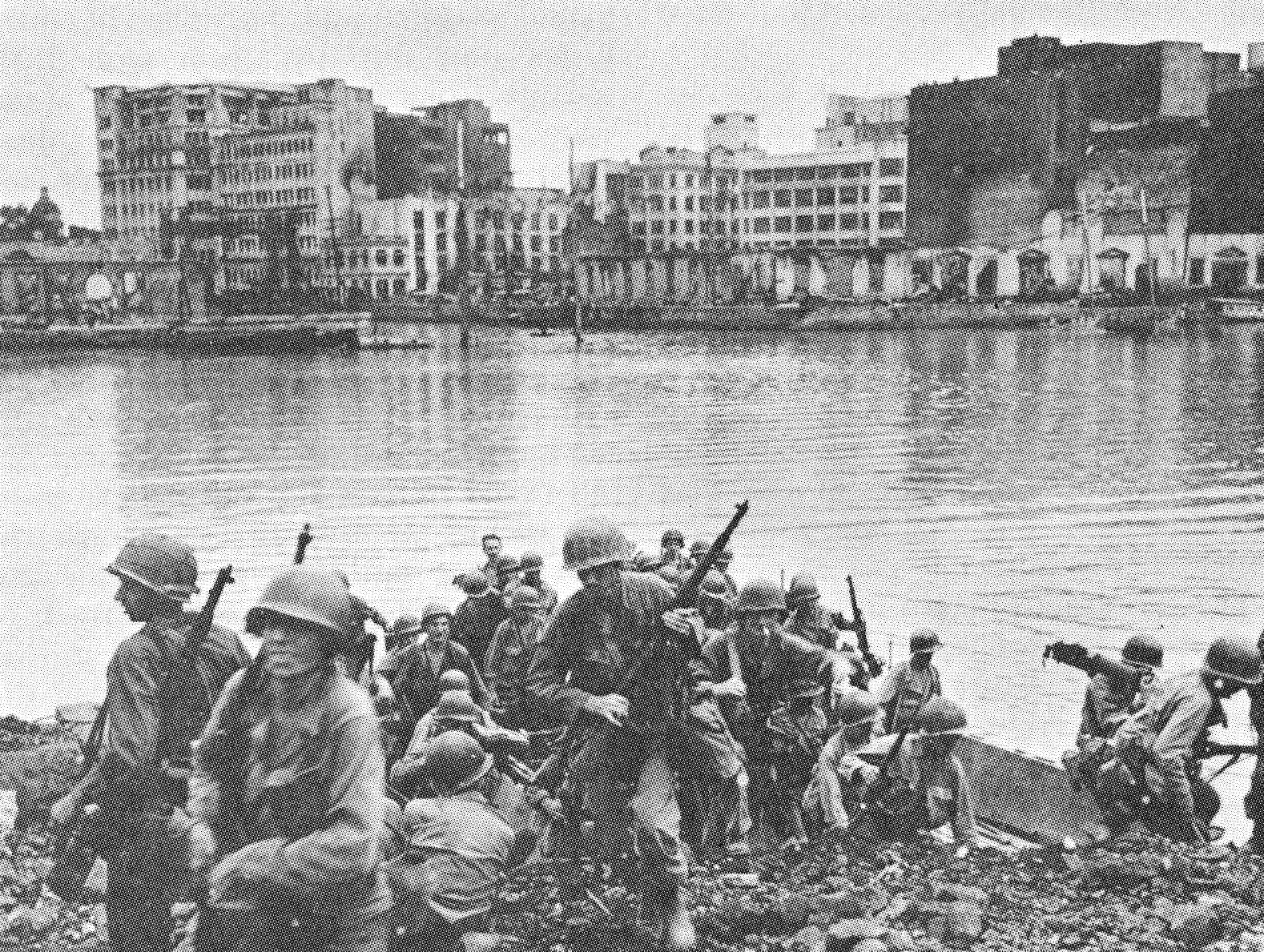
Żołnierze US Army lądują w Mieście za Murami; w tle widoczne budynki dzielnicy rządowej

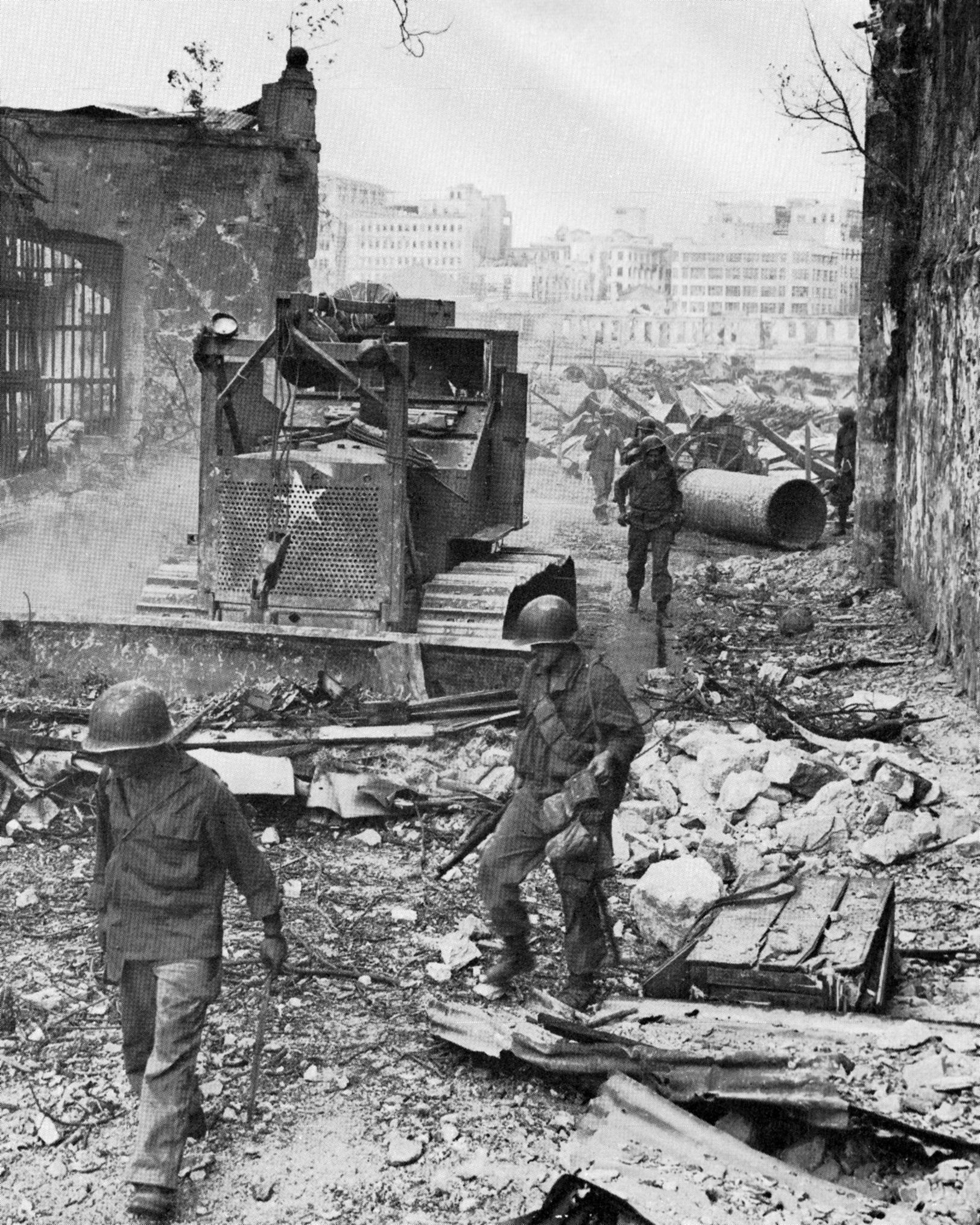
Oczyszczanie ulic Intramuros w trakcie walki

Potem przyszła kolej na innych: 12-osobową rodzinę Rocha zakłuto bagnetami; do wtóru śpiewów i okrzyków zabito pięciu Niemców; w kaplicy College’u La Salle zabito dwunastu zakonników ze zgromadzenia Braci Szkolnych; pewną czternastolatkę żołnierz japoński zgwałcił na środku ulicy, po czym rozpruł bagnetem od łona po piersi; 9 lutego w placówce Czerwonego Krzyża wymordowano lekarzy, pielęgniarki i chorych; irlandzkich księży z kościoła św. Malate, którzy już wcześniej byli torturowani, zabrano w nieznane, nikt ich więcej nie widział. Dowódcy XIV Korpusu dostarczono przetłumaczony pamiętnik zabitego Japończyka, w którym – po opisach pięknych zachodów słońca i miłości, jaką darzył swą rodzinę – następowała relacja z masowych zbrodni, w których nieznany z nazwiska autor uczestniczył roztrzaskując główki niemowląt o pnie drzew.
To pasmo zbrodni nie ustawało aż do ostatniego dnia walk. Brytyjski historyk Max Hastings zauważa, że warto – gdy pochylamy głowy nad ofiarami Hiroszimy i Nagasaki – przypomnieć to, co uczynili Japończycy w Manili. Inna sprawa, jak dodaje, to udział Amerykanów: na każdych dziesięciu zabitych w ciągu miesiąca walk Filipińczyków sześciu było ofiarami Japończyków, a czterech amerykańskiego ostrzału. Przypomina, że przed lądowaniem na Filipinach MacArthur zwracał uwagę na rozważne używanie siły ogniowej tak, by jak najmniej szkód doznali mieszkańcy archipelagu. Z tego powodu zabronił bombardować (oprócz portu) Manilę. Jednak gdy 9 lutego 37 Dywizja Piechoty straciła 235 ludzi, jej dowódca z rozmysłem złamał zakaz: na pozycje japońskie (gdzie w piwnicach z reguły kryli się – dobrowolnie lub przymuszeni – mieszkańcy) spadło ponad 42 000 bomb i pocisków, bowiem zdaniem ówczesnych mediów „życie Amerykanów jest bez wątpienia więcej warte niż pomniki historii”.
Będący pod ciągłym ostrzałem, narażeni w każdej chwili na śmierć lub schwytanie, otoczeni Japończycy wyładowywali swą złość i frustrację na niewinnych mieszkańcach znajdujących się w ogniu walki, dopuszczając się licznych aktów bezwzględnej brutalności, które później określono mianem „masakry w Manili”. Walce o leżące w ruinach miasto towarzyszyły gwałty i masowe mordy ludności. Z rąk japońskich żołnierzy ginęli jednak masowo nie tylko filipińscy cywile, lecz również obywatele państw neutralnych – a nawet sprzymierzonych z Cesarstwem Japonii (w tym dyplomaci i duchowni). Konsul Louis Lerougue, przedstawiciel rządu Vichy, został zakłuty bagnetami we własnej rezydencji. W podobny sposób zginął wraz z całą swoją rodziną konsul Wenezueli, Alberto Delfino. Przewodniczący Klubu Niemieckiego w Manili, Martin Ohaus, został zamordowany, gdy próbował okazać żołnierzom paszport III Rzeszy. Japończycy spalili również hiszpański konsulat i zamordowali ok. 50 osób, które schroniły się na jego terenie (w tym jednego hiszpańskiego dyplomatę). Łącznie w czasie bitwy o Manilę zginęło kilkuset obcokrajowców, w tym blisko 250 obywateli Hiszpanii oraz co najmniej 28 obywateli Niemiec. W gronie zabitych i zamordowanych podczas bitwy obcokrajowców znalazło się ponad 80 duchownych katolickich i 50 zakonnic.
Wobec śmierci bezpośrednich sprawców, o zbrodnie popełnione w czasie „masakry w Manili” oskarżono po wojnie gen. Yamashitę, który w rezultacie został osądzony, skazany i powieszony w roku 1946, mimo że nie miał ze zbrodniami popełnionymi w mieście nic wspólnego. Nieliczni japońscy żołnierze, którzy przeżyli bitwę o Manilę, zostali wraz z pozostałymi jeńcami zwolnieni w 1948 na mocy amnestii.
Manila nie była jedynym miastem Filipin, gdzie okupanci dokonali masakry: 19 lutego zamordowali 984 mieszkańców Cuency, 28 lutego 500 w Buang i Batangas, około 7000 w Calamba w prowincji Laguna. W ostatnich miesiącach wojny zginęło z rąk Japończyków przypuszczalnie ponad milion filipińskich cywilów.

### Wstępne boje
Walka o właściwe miasto, która rozpoczęła się 4 lutego po uwolnieniu internowanych w Santo Tomas, szybko przerodziła się w śmiertelne zmagania o każdą ulicę i o każdy dom. Na północy oddziały gen. Mudge’a próbowały posuwać się w stronę rzeki Pasig z zamiarem zajęcia mostu w ciągu bulwaru Quezon, jedynego jak do tej pory nie zniszczonego przez nieprzyjaciela. Jednak 2. szwadron 5 Pułku Kawalerii dotarł tylko do skrzyżowania z ulicą Azcarraga, gdzie został przywitany ogniem ciężkich karabinów maszynowych z barykady zbudowanej w poprzek bulwaru. Żołnierze cofnęli się w popłochu, a Japończycy – „naprawiając swój błąd” – wysadzili most w powietrze. W nocy na 5 lutego do walki włączyła się 37 Dywizja Piechoty, której czołowe oddziały weszły do miasta i nawiązały łączność z kawalerzystami. 148 Pułk Piechoty ruszył na południowy zachód przez dzielnice Tondo i Santa Cruz, by około godz. 20 dotrzeć do narożnika kolistego w kształcie więzienia Bilibid. 2 batalion wdarł się na jego teren i odkrył, że znajduje się tam około 800 jeńców i 530 cywilnych więźniów. W związku z tym, że ewakuacja nie była możliwa, zostali oni na razie w budynkach więziennych musząc zadowolić się tym, że są w amerykańskich rękach.
Gdy pozostałe elementy 37 Dywizji Piechoty zaczęły wkraczać do miasta gen. Griswold podzielił północną jego część na dwa sektory: zachodni w gestii 37 Dywizji Piechoty i wschodni kontrolowany przez 1 Dywizję Kawalerii, po czym 145 Pułk Piechoty rozpoczął oczyszczanie zajętego terenu, głównie niewielkiego kotła na północy dzielnicy Tondo nad brzegiem zatoki, gdzie broniło się około 200 Japończyków z działem 75 mm. Pokonano ich 8 lutego, ale uderzenie kosztowało życie dowódcy batalionu, a zniszczenia dzielnicy mieszkalnej – tak na skutek własnego ognia, jak i japońskich ładunków wybuchowych – były ogromne. Równolegle (od wschodu) postępowały bataliony 148 Pułku Piechoty likwidując gniazda karabinów maszynowych i pojedynczych strzelców w budynkach dzielnic Binondo i Santa Cruz z zadaniem zajęcia dwóch mostów zwodzonych nad Pasig, ale gdy były zaledwie 200 m od celu mosty wyleciały w powietrze, a zaraz potem całe fragmenty miasta zaminowane wcześniej przez Japończyków. Żołnierze wycofali się i mogli się tylko przyglądać, jak nieprzyjacielskie grupy niszczące wysadzają w powietrze kolejne obiekty dzielnic Binondo, San Nicolas i w porcie, by następnie wycofać się za rzekę. Wybuchy powodowały pożary podsycane przez rozlane przez Japończyków łatwopalne płyny; ogień rozprzestrzeniał się wraz z silnym wiatrem na północ, więc Amerykanie zaczęli wysadzać drewniane domy na jego drodze. Pożaru nie powstrzymali, przyczynili się natomiast do powiększenia zniszczeń. Ogień przestał im zagrażać dopiero 6 lutego zatrzymując się na wysokości ulicy Azcarraga, bo wiatr właśnie zmienił kierunek.
W czasie gdy 37 Dywizja Piechoty walczyła z ogniem, 1 Dywizja Kawalerii wkraczała do centrum, nie napotykając zresztą większego oporu. W dniach 5–7 lutego 5. i 8 Pułk Kawalerii, po oczyszczeniu terenów na północ od Pasig, wkroczyły na teren dzielnic zamkniętych w widłach rzek Pasig i San Juan, a 7 Pułk Kawalerii zajął niezniszczoną (choć przygotowaną do wysadzenia) zaporę i hydroelektrownię Novaliches zabezpieczając stację filtrów Balara. 8 lutego o godz. 15.30 opanowany też został 6-kilometrowy rurociąg łączący filtry z rezerwuarem San Juan. 45 minut później pocisk, wystrzelony z japońskiego działa zza rzeki Marikina, trafił główny zawór wylotowy elektrowni, ale uszkodzenia nie były zbyt poważne. 8 Pułk Kawalerii, który zajmował stację pomp bliżej centrum i wkraczał do dzielnicy New Manila, został powstrzymany silnym ogniem ze stanowisk 1 Samodzielnego Batalionu Morskiego wyposażonego w broń ciężką, w tym dwa działa okrętowe strzelające na wprost wzdłuż głównej, zaminowanej i zabarykadowanej ulicy tego przedmieścia. 8 lutego, przy wsparciu czołgów (trzy zostały wyeliminowane z walki) i haubic 105 i 155 mm – co przyczyniło się do ogromnych zniszczeń – dzielnice New Manila i San Juan del Monte zostały zdobyte i obsadzone. Siły Północne płk. Noguchiego, po zniszczeniu mostów, wycofały się na południe od Pasig.

### Centrum i Provisor
Teraz przed dowódcą XIV Korpusu stanęły dwa trudne zadania: opanowanie centrum miasta na lewym brzegu Pasig oraz – nakazane przez Kruegera – zdobycie Wyspy Provisor, niezbyt wielkiego, lecz silnie bronionego ośrodka przemysłowego bliżej ujścia rzeki. Garnizon japoński „wyspy”, prawdopodobnie w sile nie większej niż batalion, miał powstrzymywać piechotę gen. Beightlera do 11 lutego. 1 Dywizja Kawalerii, po ukończeniu działań w północnych dzielnicach, miała również sforsować Pasig i skierować się na zachód, ku brzegom Zatoki Manilskiej, by całkowicie zamknąć okrążenie miasta. Forsowanie rzeki przypadło w udziale 148 PP; desant miał zostać wysadzony nieco powyżej rządowego Pałacu Malacañan, w ogrodzie botanicznym Malacañan Gardens, za którym leżały słabo jakoby bronione dzielnice Paco i Pandacan. 129 Pułk Piechoty miał podążać śladem poprzednika, a po sforsowaniu Pasig skręcić na zachód i zająć Provisor. Teren był pocięty licznymi esteros (strumykami), niekiedy dość szerokimi i głębokimi.
Początek był obiecujący (pierwsza fala nie napotkała oporu), ale wkrótce zaczęły się kłopoty. Sektora 37 Dywizji Piechoty bronił 1 Morski Batalion ze zgrupowania Sił Centralnych, około 800 dobrze uzbrojonych w broń maszynową ludzi, których wspierały liczne, ad hoc sformowane baterie i działony artylerii różnych kalibrów. Zaraz po wylądowaniu pierwszej fali desantu otworzyły one huraganowy ogień na rzekę i Malacañan Gardens, co oddziały drugiego i trzeciego rzutu kosztowało 15 zabitych i 100 rannych. Niemniej około godz. 20 dwa bataliony 148 Pułku Piechoty opanowały i umocniły przyczółek, a nieprzyjaciel wycofał się z umocnionej stacji kolejowej Paco i budynków szkoły Concordia. Do wieczora sytuacja została opanowana, ale straty wzrosły do 50 zabitych i 450 rannych.
Zgodnie z planem 129 Pułk Piechoty sforsował Pasig i skierował się ku Wyspie Provisor. Provisor to niewielki teren (380 × 120 metrów) nad brzegiem Pasig na wschód od bulwaru i mostu Ayala, otoczony ciekami Estero de Tonque i Estero Provisor. Pięć dużych budynków (w tym 3 żelbetowe) i wiele lżejszych konstrukcji jak wiaty i zadaszenia pokrywało dosłownie każdy metr wyspy. Liczba jej obrońców zmieniała się w zależności od potrzeb, a uzupełnienia docierały mostem nad Estero Provisor. Umocnienia stanowiły przede wszystkim worki z piaskiem, a gniazda kaemów znajdowały się we wszystkich otworach drzwiowych i okiennych. Ponadto wyspa znajdowała się w zasięgu środków bojowych innych ugrupowań japońskich na południu i wschodzie. Kompania G 129 Pułku Piechoty zaczęła przeprawiać się przez Estero de Tonque 9 lutego o godz. 8. Pierwsza łódź przebyła kanał szczęśliwie, ale druga została trafiona i zatonęła. Żołnierze dotarli do brzegu wpław i wzięli udział w szturmie budynku kotłowni, skąd zostali natychmiast wyparci przez kontratakujących Japończyków. Musieli wycofać się i zalegli na pryzmie węgla za kotłownią. Nie można było im pomóc, gdyż Estero było pod nieustannym ostrzałem.
Dopiero w nocy na nowo podjęto przeprawę, ale gdy tylko dwie pierwsze łodzie kompanii E dotarły na miejsce, zza chmur wyszedł Księżyc, a na dodatek na wyspie zapalił się zbiornik paliwa. W tym niespodziewanym oświetleniu trzy łodzie zostały zatopione, a żołnierze na wyspie tkwili przygwożdżeni do pryzmy węgla do godz. 5 dnia następnego. Provisor udało się zdobyć dopiero 11 lutego, przy czym budynki wyspy zostały obrócone w gruzy, a 2 batalion 129 Pułku Piechoty stracił 35 zabitych i 240 rannych, co kwalifikowało go do wycofania z linii. To właśnie było przyczyną wspomnianego wyżej zniesienia przez Griswolda zakazu używania w mieście artylerii ciężkiej. Dowódca XIV Korpusu – opierając się na obserwacji patroli, doniesień partyzantów i uciekinierów – uznał, że Japończycy zamienili każdy większy budynek na odcinku od Estero de Paco po Zatokę Manilijską w umocniony punkt oporu, którego nie da się zdobyć środkami, jakimi dysponowała piechota.

### Postępy 1 Dywizji Kawalerii i 11 Dywizji Powietrznodesantowej
Żołnierzom 1 Dywizji Kawalerii gen. Mudge’a powodziło się lepiej niż piechurom Beightlera. Na wschodnich przedmieściach niemal nie napotykali oporu. Wprawdzie 7. i 8 Pułk Kawalerii zaangażowały się w starcia wokół ujęć wodnych, przepompowni i filtrów, ale 10 lutego kawalerzyści znaleźli się na południe od Pasig. Tego właśnie dnia XIV Korpusowi udało się utworzyć dwa przyczółki na lewym brzegu. Pierwszy powstał 9 lutego na wschód od granic miasta na terenie należącym do Philippine Racing Club i do wieczora cały 8 Pułk Kawalerii znalazł się na lewym brzegu. Drugi założył 5 Pułk Kawalerii na wysokości przedmieścia Makati, już na styku z oddziałami 37 Dywizji Piechoty. Żołnierze posuwali się naprzód bardzo ostrożnie, bo teren był gęsto zaminowany, ale do następnego dnia przyczółki zostały zabezpieczone mimo ognia karabinów maszynowych i moździerzy z Fortu McKinley. Okazało się przy tym, że nieprzyjaciel uaktywnił się także na południe od miasta, a więc na terenach kontrolowanych przez 11 Dywizję Powietrznodesantowej ze składu 8 Armii.
Spadochroniarze 11 Dywizji Powietrznodesantowej od 4 lutego walczyli z dobrze przygotowanymi i okopanymi oddziałami Sił Południowych, a zwłaszcza 3 Batalionu Morskiego wspieranego środkami ogniowymi 1 Batalionu Morskiego i licznych niezależnych ugrupowań japońskich na przedpolu lotniska Nichols Field. 10 lutego 511 Pułk Piechoty Spadochronowej przypuścił szturm, przekraczając rzekę Parañaque i posuwając się jakieś 3700 metrów wzdłuż drogi nr 1 nieustannie ostrzeliwany z Fortu McKinley i mniejszego lotniska Neilson Field. Ogień japońskiej artylerii nadbrzeżnej był tak silny, że jeden z amerykańskich dowódców kompanii nadał często cytowany później meldunek: „Powiedzcie Halseyowi [dowódca 3 Floty USA], aby nie szukał japońskiej floty – ona okopała się na Nichols Field”. W trakcie tych walk doszło do zawarcia porozumienia generałów Kruegera i Eichelbergera, na mocy którego 11 Dywizja Powietrznodesantowa weszła w skład XIV Korpusu 6 Armii. Lotnisko Nichols Field zostało ostatecznie zajęte następnego dnia (z północy nacierał na nie 5 Pułk Kawalerii), co pozwoliło dywizji gen. Swinga dotrzeć od południa do brzegu zatoki i ostatecznie zamknąć w nocy 12 lutego pierścień oblężenia Manili.
Admirał Iwabuchi zorientował się dość wcześnie, że pętla się zaciska i 9 lutego dał rozkaz przeniesienia kwatery głównej do Fortu McKiney, a dowództwo nad Morskimi Siłami Obrony Manili przekazał płk. Noguchiemu. Tymczasem dowodzący Grupą Shimbu gen. Yokoyama, nie orientując się w sytuacji (był przekonany, że w Manili jest tylko jeden pułk amerykański), zapowiedział kontratak i dlatego nakazał obrońcom miasta trzymać się jak najdłużej. W tej sytuacji 11 lutego Iwabuchi wrócił na swoje poprzednie stanowisko w budynku ministerstwa finansów.

### Zdobywanie fortec

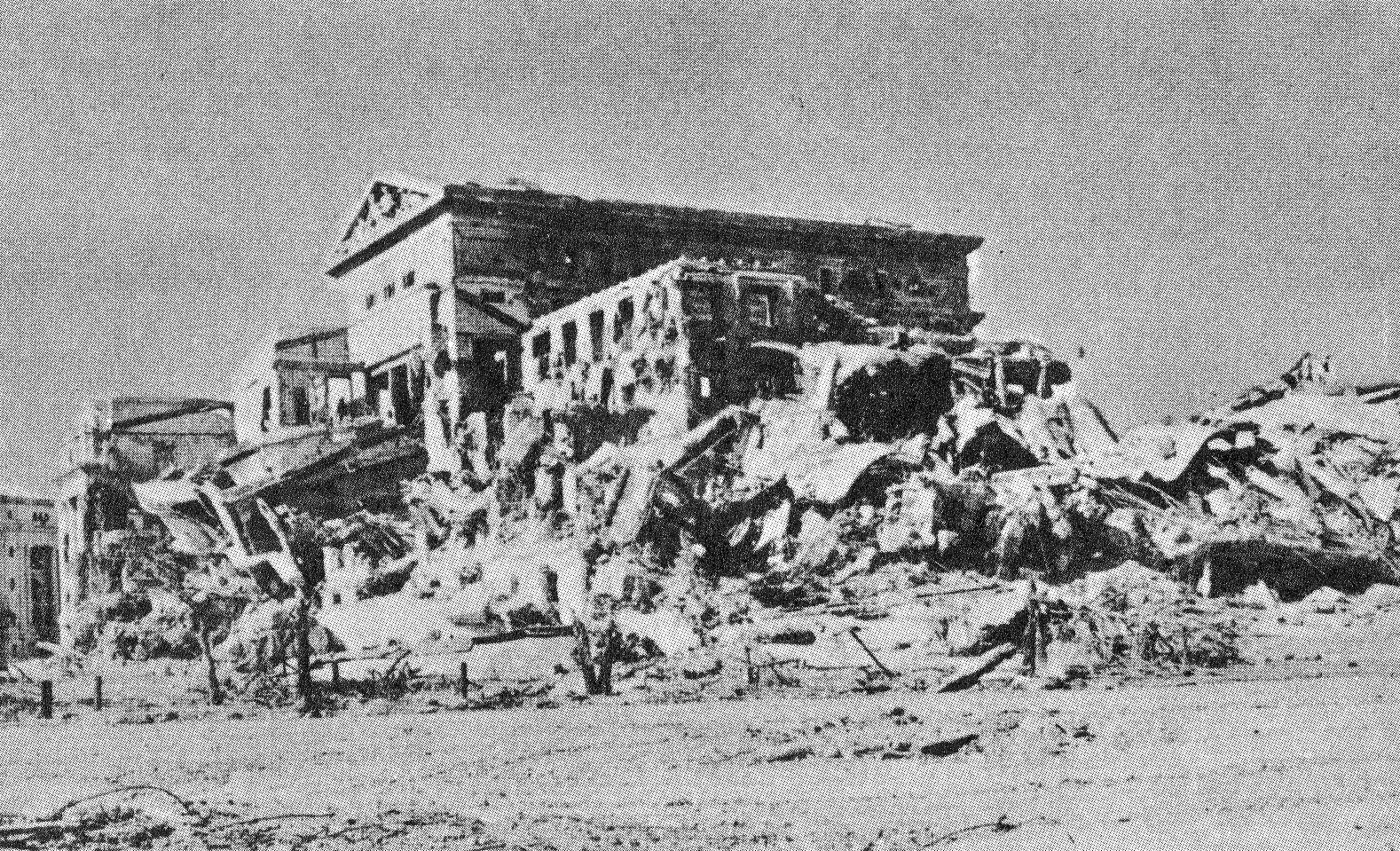
Po bitwie; ruiny budynku ministerstwa finansów gdzie toczyły się ostatnie, zacięte walki o miasto

Prowadzone dotąd walki uliczne (z domu do domu, z pomieszczenia do pomieszczenia) dawały niewielkie rezultaty. Czasami dzienny postęp wyrażał się w metrach, czasami w ogóle go nie było. Żołnierze posuwali się bardzo wolno naprzód, a straty rosły. Na przykład 12 lutego 129 Pułk Piechoty zdobył niecałe 150 metrów nabrzeża rzeki Pasig tracąc 5 zabitych i 28 rannych. Te dane, odnoszące się do całego pułku, dotyczyły w 90% żołnierzy pierwszej linii. Oni właśnie mieli – nim jeszcze przyszło do ataku na Intramuros – poradzić sobie z otaczającymi je ciasnym pierścieniem budynkami rządowymi, z których każdy został przekształcony w fortecę.
Pierwszym celem ataku 5. i 12 Pułku Kawalerii był położony nad zatoką Park Harrisona i Stadion Rizal (baseballowy, ale przygotowywany jako lekkoatletyczny na letnie igrzyska olimpijskie w przyszłości). Udało im się zaatakować ten kompleks 15 lutego, ale bez powodzenia. Zdobyli go, dopiero gdy trzy czołgi sforsowały betonową ścianę i wjechały na płytę stadionu niszcząc ogniem dział punkty oporu pod trybuną główną i w narożach budowli. Reszty dokonały miotacze płomieni i ładunki wybuchowe. W walce o park i stadion oba pułki straciły 40 zabitych i 315 rannych. Stamtąd Amerykanie, przekroczywszy Bulwar Harrisona, mogli posuwać się wzdłuż brzegu zatoki ku dawnej siedzibie Wysokiego Komisarza Stanów Zjednoczonych ds. Filipin, kilku mniejszym budynkom (jak Elk Club i Army-Navy Club) i gmachowi Hotelu Manila, przedwojennemu miejscu kwaterowania MacArthura. Na tym odcinku (w czym utwierdzali Amerykanów partyzanci) należało spodziewać się zdecydowanego oporu. Tymczasem atak szwadronów 12 Pułku Kawalerii, który rozpoczął się 20 lutego o godz. 8.15, przyniósł nadzwyczajne rezultaty: siedziba komisarza, kluby, hotele i prywatne rezydencje położone wzdłuż Bulwaru Deweya zostały zajęte niemal bez oporu; zabito 30 Japończyków, a reszta zbiegła do Intramuros. Hotel zdobyto 21 lutego z niejakimi trudnościami. Japończycy trzymali się mocno w podziemiach, ale następnego dnia zostali zlikwidowani. Nowe skrzydło, gdzie znajdował się penthaus generała, uległo dewastacji.
Na drodze zdobywców znalazł się także mocno umocniony kompleks budynków, którego ośrodkiem był żelbetonowy gmach Nowej Komendy Policji na rogu ulic San Marcelino i Marques de Comillas. 19 lutego zaczęło się bombardowanie obiektów, które zamieniło wszystko w gruzy, a następnego dnia ruiny zajęła kompania C 145 PP. Zajęcie tej pozycji kosztowało 37 Dywizję Piechoty 25 zabitych i 80 rannych oraz trzy czołgi. Podobny przebieg miały również inne walki na tym terenie, ale wraz z zajęciem Hotelu Manila, ratusza, głównego gmachu poczty, kompleksu uniwersyteckiego, policyjnego i parkowo-stadionowego (przy okazji zniszczono wiele budynków użyteczności publicznej i domów prywatnych) Amerykanie zakończyli zwycięsko marsz w stronę Intramuros.
Chcąc oszczędzić miasto i jego mieszkańców gen. MacArthur – jak wspomniano wyżej – zakazał używania w boju ciężkiej artylerii i lotnictwa. Jednak zniszczeń na ogromną skalę uniknąć się nie dało. Iwabuchi i jego odcięte od świata Morskie Siły Obrony, nie mogąc przeciwstawić się Amerykanom uzbrojonym w miotacze ognia, granaty i bazooki, wspieranym ponadto bezpośrednio ogniem czołgów, dział pancernych i haubic, mieli do wyboru dwie drogi: poddać się lub umrzeć. Kiedy 23 lutego padł ostatni punkt oporu przed Intramuros, obrońcy zginęli wraz z uwięzionymi w ruinach cywilami.

### W „Mieście wewnątrz Murów”

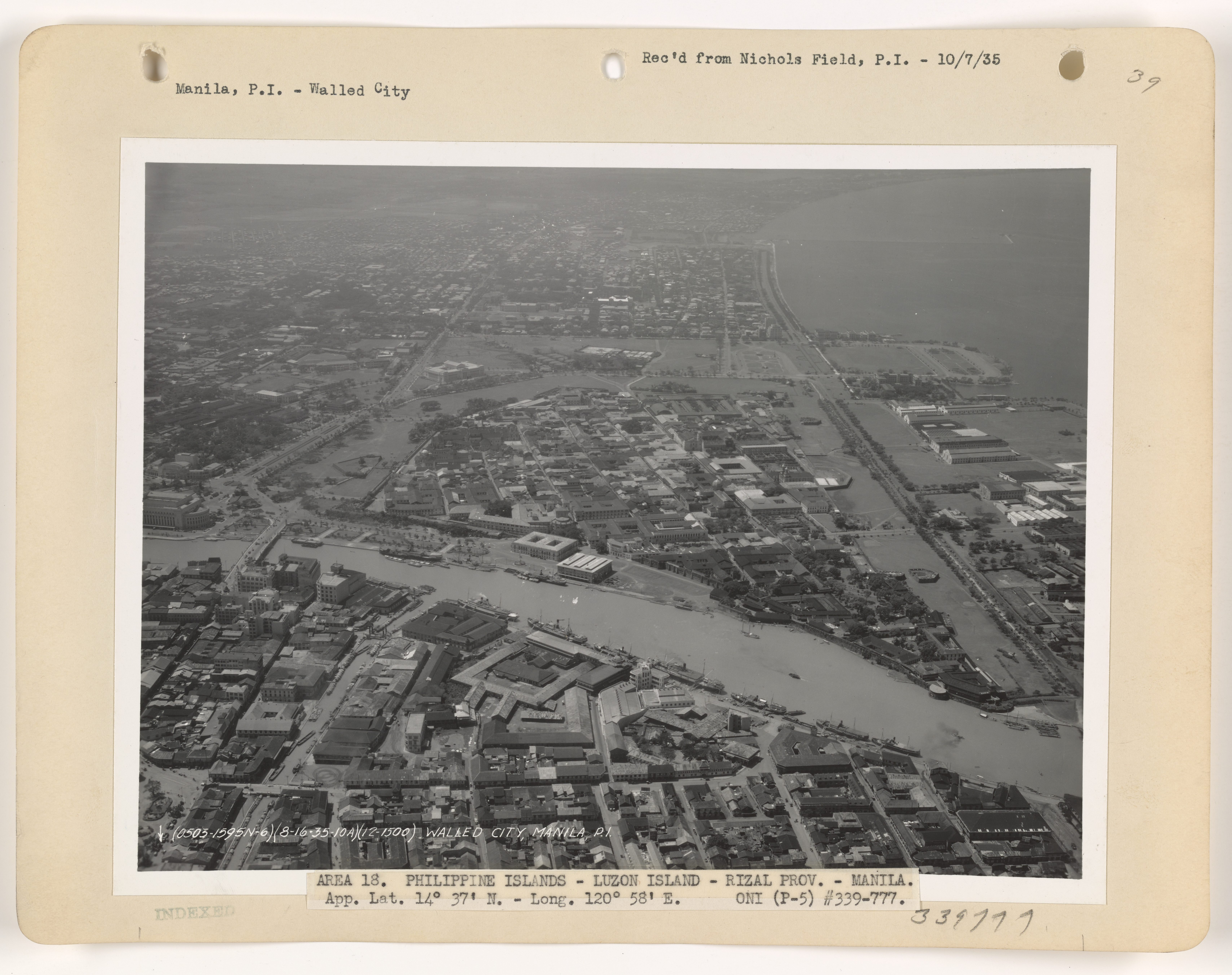
Intramuros – zdjęcie lotnicze z 1935

Przystępując do ataku na Intramuros Griswold i Beightler nie mieli najmniejszego zamiaru składać całego ciężaru walk na barki piechoty. Nie wyrażając oficjalnie entuzjazmu dla wykorzystania broni ciężkiej planowali jednocześnie zmasowane przygotowanie artyleryjskie, które miało trwać od 17 do 23 lutego zarówno ze średniego dystansu (7500 m), jak i ognia bezpośredniego, nawet z odległości 200 metrów. Mieli zamiar użyć w tym celu całą dostępną korpuśną i dywizyjną artylerię do ciężkich haubic 240 mm włącznie. Intramuros miało praktycznie przestać istnieć, a los ludności cywilnej zbytnio ich nie obchodził. Na tym etapie bitwy o Manilę dla XIV Korpusu, a zwłaszcza dla 37 Dywizji Piechoty życie własnych żołnierzy było, ze zrozumiałych względów, cenniejsze niż zabytki. Amerykanie chcieli oszczędzić jak najwięcej własnych ludzi, natomiast Japończycy zamierzali oddać swe życie tak drogo, jak to tylko możliwe.
Dowódcy dywizji zwrócili się, za pośrednictwem Kruegera, do MacArthura żądając wsparcia lotniczego w tym bombardowania z użyciem napalmu, ale C-in-C ponownie zaoponował. W tej sytuacji rozpoczęto ostrzał Intramuros, gdzie Iwabuchi przetrzymywał około 4000 cywilnych zakładników; to bombardowanie artyleryjskie z użyciem najcięższych haubic 240 i 203 mm trwało od 17 do 23 lutego.
O godz. 8.20 nastąpił szturm od północno-wschodniego narożnika, gdzie murów nie było, a obrona zdawała się być najsłabsza. Trzy kompanie 129 Pułku Piechoty wkroczyły do Intramuros bez strat i do południa odizolowały sektor wokół Fortu Santiago, gdzie kompania L zmagała się z kryjącymi się w tunelach i lochach Japończykami, zostawiając rozstrzygające uderzenie na dzień następny. Podobne doświadczenia miały pododdziały 145 PP, które przekroczyły mur w pobliżu bram Quezon i Parian bez strat o godz. 8.30. i do godz. 13 obsadziły pozycje wzdłuż ulicy Beaterio prawie do wschodniego muru.
W tym momencie atak został wstrzymany, bowiem Japończycy zaczęli – z nieznanych przyczyn – wypuszczać zakładników przetrzymywanych w kościołach św. Augustyna i Del Monico. Wśród około 3000 zwolnionych były głównie dzieci i kobiety (w tym kilkadziesiąt zakonnic) oraz bardzo niewielu mężczyzn. Okazało się, że resztę – prawdopodobnie tysiąc – mężczyzn ludzie płk. Noguchiego wymordowali w lochach Fortu Santiago, a nieznana liczba innych mieszkańców Intramuros zginęła w wyniku amerykańskiego ostrzału.
Walki o Intramuros zakończyły się właściwie 1 marca, ale jeszcze dwa dni trwało likwidowanie pojedynczych gniazd oporu. Straty 37 Dywizji Piechoty wyniosły 25 zabitych i 265 rannych. W porównaniu ze stratami japońskimi były rzeczywiście niewielkie.
Ostatni punkt japońskiego oporu, jakim był budynek ministerstwa finansów – już uprzednio zrujnowany – został 3 marca zrównany przez artylerię z ziemią. W tym miejscu, prawdopodobnie 25 lutego, popełnił samobójstwo Iwabuchi, ale nie jest do końca pewne, czy było to rytualne seppuku, czy też posłużył się granatem; jego ciała nigdy nie znaleziono.
Nim jeszcze zamilkły strzały MacArthur zaprosił prominentnych Filipińczyków do Pałacu Malacañan, by w ich obecności proklamować raz jeszcze (pierwszy raz uczynił to na Leyte) odnowienie państwa filipińskiego. „Mój kraj wierzy,” powiedział zgromadzonym „że wasza stolica, tak ciężko doświadczona, odzyska swoje właściwe miejsce i znów stanie się ostoją demokracji na Wschodzie”.

## Rezultaty
Do końca miesiąca wojska amerykańskie i filipińscy partyzanci (Hukbalahap) likwidowali pojedyncze punkty oporu. Wraz z zabezpieczeniem 4 marca Intramuros, Manila została oficjalnie uznana za wyzwoloną, choć większość miasta leżała w gruzach. Stronę amerykańską walka ta kosztowała 1010 zabitych i 5565 rannych. Szacuje się – a są to dane jedynie przybliżone – że śmierć poniosło 100 000 Filipińczyków, bądź to zamordowanych z premedytacją przez Japończyków, bądź też zabitych w wyniku amerykańskiego ostrzału. Straty obrońców (szacowane na 17-18 tysięcy) pozostają nieznane; wiadomo jedynie, że około 3500 z nich zdołało zbiec przez rzekę Marikina, a w samym tylko obrębie Intramuros naliczono 16 665 zabitych Japończyków.
| Jednostka                      | Zabitych około | Rannych około | Straty ogółem |
| ------------------------------ | -------------- | ------------- | ------------- |
| 37 Dywizja Piechoty            | 300            | 2700          | 3000          |
| 1 Dywizja Kawalerii            | 250            | 1250          | 1500          |
| 11 Dywizja Powietrznodesantowa | 210            | 865           | 1075          |
| Jednostki korpuśne             | 250            | 750           | 1000          |
| RAZEM                          | 1010           | 5565          | 6575          |

W trakcie miesięcznej bitwy znaczna część Manili legła w gruzach. Zagładzie uległo przy tym wiele bezcennych zabytków i dóbr kultury. XVI-wieczne Intramuros, zwane niekiedy „małym Watykanem”, zostało niemal zrównane z ziemią. Ocalał tam tylko kościół i klasztor pw. św. Augustyna. Mury otaczające dzielnicę, którym zawdzięcza ona swoją nazwę, zostały zburzone w 50%. Bardzo poważnie ucierpiały również inne dzielnice filipińskiej stolicy. Zniszczenia w rejonie portu oraz w dzielnicy Malate sięgały 90% zabudowy. Zagładzie uległo także 85% zabudowy południowej dzielnicy Ermita, zamieszkiwanej głównie przez klasy wyższe. Poważnie ucierpiały handlowe dystrykty Quiapo, Santa Cruz i Binondo, położone w północnej części miasta (Binondo zniszczono w 80%). Utracono większość zbiorów Biblioteki Narodowej i Muzeum Narodowego. Wiele znajdujących się w Intramuros zabytkowych budynków i przedmiotów uległo ostatecznemu zniszczeniu już po bitwie, gdy Amerykanie przystąpili do „porządkowania” ruin przy użyciu buldożerów.
Jak twierdzą niektórzy anglojęzyczni autorzy w ciągu trwających zaledwie miesiąc walk Amerykanie i Japończycy spowodowali w Manili więcej zniszczeń niż naloty bombowe Luftwaffe na Londyn i można je porównać tylko do nalotów dywanowych na Tokio i zrzucenia bomb atomowych na Hiroszimę i Nagasaki. Z kolei MacArthur na widok ogromu zniszczeń stwierdził, iż Manila jest „azjatycką Warszawą” (aluzja do zburzenia polskiej stolicy w 1944 roku). Podchwycili to amerykańscy korespondenci wojenni, którzy opisywali stolicę Filipin jako „najbardziej zdewastowane w czasie wojny miasto, zaraz po Warszawie”. Amerykańscy historycy wojskowości przyznają, że Manila była drugą (po Warszawie) stolicą aliancką, która tak ucierpiała w czasie II wojny światowej.
Bitwa o Manilę była pierwszym starciem wojny na Pacyfiku, w którym – od rozpoczęcia przez MacArthura taktyki „żabich skoków” w roku 1942 po kapitulację Japonii w 1945 – Amerykanie zetknęli się z walkami ulicznymi i to od razu na tak ogromną skalę. Tylko kilka bitew schyłkowego okresu wojny wyróżniało się taką brutalnością i rozmiarem zniszczeń jak walki w Manili. Zdaniem niektórych historyków MacArthur winien był raczej ominąć Manilę niż szturmować. Pewne jest, że popełnił błąd wierząc, iż najlepiej przysłuży się Filipińczykom wyzwalając ich stolicę. Nie wiadomo natomiast, czy gdyby ograniczył się do zepchnięcia sił Yamashity w góry i założenia lotnisk, ludność archipelagu wycierpiałaby z ręki okupanta mniej.